# The Widow of the Rock
The Widow of the Rock – poemat brytyjsko-amerykańskiej poetki Margaret Agnew Blennerhassett, opublikowany w tomiku The Widow of the Rock, and Other Poems, wydanym w Montrealu w 1824. Utwór jest napisany strofą królewską, czyli zwrotką siedmiowersową rymowaną ababbcc, mającą w literaturze angielskiej długą tradycję, sięgającą wieku XIV. 
Young lucky, fairest flower of Springfield plains,
Was fresh as blossom of the young may-morn;
And Reuben, blithest of the village swains,
For Lucy and for love alone seem’d born:—
To them joy-wing’d was every hour’s return,
While sorrow, that on true love ever waits,
Lay ambush’d ready to obey the Fates.
W utworze autorka wykorzystuje aliteracje, jak praises on the pile they pass, It buds in beauty, and in beauty blooms, czy Chill winter whitens o’er the leafless wood. Rozbudowane współbrzmienie na [s] występuje też w zwrotce ostatniej:
Calm is her mind as the subsided sea,
And settled is the sorrow in her eye —
Oft by some devious brook, or mould’ring tree,
She sits indulging the unbidden sigh,
And sometimes turns, and talks to Reuben by,
Then she will start in terror,—and anon,
Dive in the woods, and wander farther on.
Bohaterami poematu są Reuben i Lucy.
Zobacz też: The Desert Isle (Blennerhassett)